# تورستاین پالسون
ثورستاین پالسون (به ایسلندی: Þorsteinn Pálsson؛ زادهٔ ۲۹ اکتبر ۱۹۴۷) یک سیاستمدار اهل ایسلند است. او از ۸ ژوئیهٔ ۱۹۸۷ تا ۲۸ سپتامبر ۱۹۸۸ نخست‌وزیر این کشور بود.